# Södergöl (Barkeryds socken, Småland)
Södergöl är en sjö i Nässjö kommun i Småland och ingår i Motala ströms huvudavrinningsområde.